# Voọc Nam Á
Voọc Nam Á (danh pháp hai phần: Trachypithecus pileatus) là một loài động vật có vú trong họ Cercopithecidae, bộ Linh trưởng. Loài này được Blyth mô tả năm 1843.

## Hình ảnh

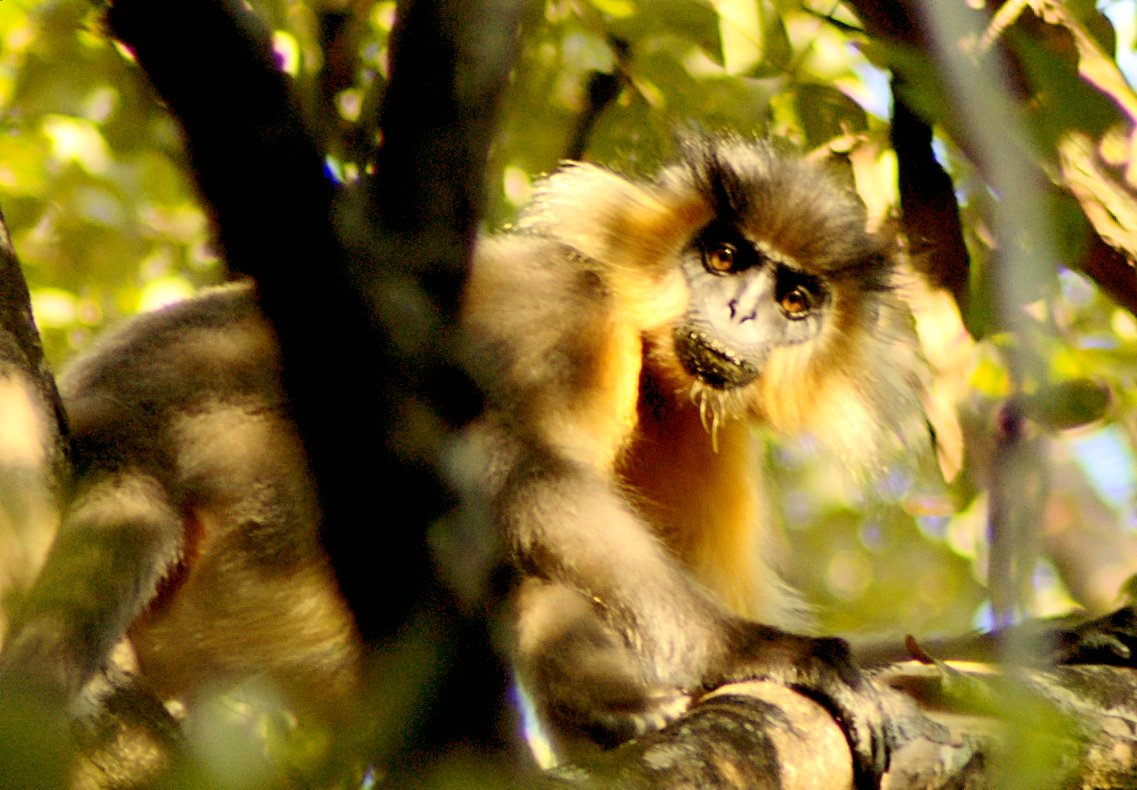
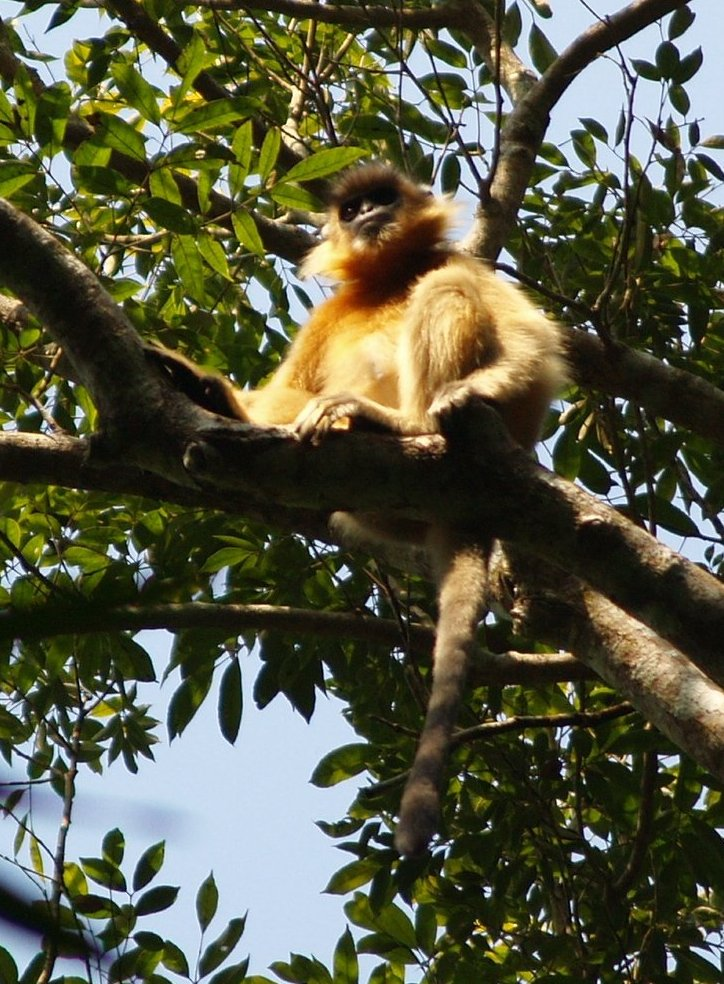